# Djaniny
Jorge Djaniny Tavares Semedo (1991. március 21. –), leggyakrabban egyszerűen csak Djaniny, zöld-foki labdarúgó, 2020 óta a török Trabzonspor csatára. A mexikói Santos Laguna csapatával kétszeres mexikói bajnok (2015 Clausura és 2018 Clausura).

## Pályafutása

### Klubcsapatokban
A mexikói bajnokságban 2014. július 19-én mutatkozott be a Santos Lagunában, amellyel 2015 tavaszán és 2018 tavaszán is bajnokságot nyert, sőt, utóbbi alkalommal országos gólkirály is lett.